# Жапаков Науруз
Науруз Жапаков (16 травня 1914, аул, тепер Тахтакупирського району, Каракалпакстан, Узбекистан — 13 березня 1975, тепер Узбекистан) — радянський каракалпацький діяч, голова Ради міністрів Кара-Калпацької АРСР, голова Президії Верховної ради Кара-Калпацької АРСР. Депутат Верховної ради Узбецької РСР. Депутат Верховної Ради СРСР 3-го і 5-го скликань. Кандидат філологічних наук.

## Життєпис
Народився в бідній родині наймита. Батько помер у 1924 році.
З 1924 по 1930 рік працював пастухом, одночасно навчався в середній школі. У 1928 році вступив до комсомолу.
У 1930—1931 роках — вчитель початкової школи селища Кегейлі Кара-Калпацької АРСР.
У 1931—1939 роках — відповідальний секретар, відповідальний редактор в каракалпацьких комсомольських газетах. У 1937 році закінчив короткотермінові курси працівників комсомольської преси в Москві.
У 1939—1941 роках — відповідальний секретар журналу «Література і мистецтво Кара-Калпакії». З 1939 року — член Спілки письменників Кара-Калпацької АРСР.
У 1941—1942 роках — завідувач економічного відділу газети «Кзил Каракалпакстан».
Член ВКП(б) з квітня 1942 року.
У 1942—1943 роках — 1-й секретар Кара-Калпацького обласного комітету ЛКСМ Узбекистану.
У 1943 — жовтні 1946 року — секретар Кара-Калпацького обласного комітету КП(б) Узбекистану із пропаганди та агітації.
У жовтні 1946 — 1952 року — голова Ради міністрів Кара-Калпацької АРСР.
У 1952—1955 роках — слухач Вищої партійної школи при ЦК КПРС.
У 1955—1956 роках — голова Президії Верховної ради Кара-Калпацької АРСР.
У січні 1956 — 31 березня 1959 року — голова Ради міністрів Кара-Калпацької АРСР.
З 1959 року навчався в аспірантурі Академії наук Узбецької РСР, займався письменницькою діяльністю.
Автор семи збірок віршів, виданих каракалпацькою, узбецькою та російською мовами. Перша поетична збірка «Сонце» вийшла 1940 року. Основні вірші представлені у збірках «Великому російському народу» (Нукус, 1954) і «На берегах Аму» (Ленінград, 1960). У співавторстві з кінодраматургом М. Мелкумовим написано сценарій художнього фільму «Рибалки Арала».
Також займався літературознавством. За дослідження на тему «Життєвий шлях і творчість Аяпбергена Мусаєва» йому присвоєно вчений ступінь кандидата філологічних наук.
Помер 13 березня 1975 року.

## Нагороди
- два ордени Леніна (11.01.1957,)
- орден Червоної Зірки
- два ордени «Знак Пошани»
- медалі
- Заслужений діяч науки Каракалпацької АРСР (1964)
- Заслужений діяч науки Узбецької РСР (1974)